# 人民先于利润
人民先于利润（英語：People Before Profit，缩写为PBP）是爱尔兰的一个极左翼政党，成立于2005年10月，由国际社会主义倾向爱尔兰支部社会主义工人党创建。该党原名人民先于利润联盟，后改现名。该党与团结共同组成人民先于利润—团结选举联盟。该党曾派代表出席欧洲反资本主义左翼的会议。